# Dipsas viguieri
Dipsas viguieri är en ormart som beskrevs av Bocourt 1884. Dipsas viguieri ingår i släktet Dipsas och familjen snokar. Inga underarter finns listade i Catalogue of Life.
Artens utbredningsområde är Panama. Arten förekommer främst i sydöstra Panama vid gränsen till Colombia. En liten population hittas i nordvästra Panama. Dipsas viguieri lever i låglandet mellan 60 och 525 meter över havet. Habitatet utgörs av regnskogar och andra fuktiga skogar. Honor lägger ägg.
Det största hotet mot beståndet är landskapets omvandling till odlingsmark. I nordvästra Panama var gruvdrift påtänkt men istället inrättades Darien nationalpark. Populationens storlek är inte känd. Utbredningsområdet är däremot rätt stort. Internationella naturvårdsunionen kategoriserar arten globalt som livskraftig.